# Acolihuia
Acolihuia är en ort i Mexiko.   Den ligger i kommunen Chignahuapan och delstaten Puebla, i den sydöstra delen av landet, 110 km öster om huvudstaden Mexico City. Acolihuia ligger 2 409 meter över havet och antalet invånare är 505.
Terrängen runt Acolihuia är huvudsakligen kuperad. Acolihuia ligger nere i en dal. Runt Acolihuia är det ganska tätbefolkat, med 54 invånare per kvadratkilometer. Närmaste större samhälle är Chignahuapan, 11,5 km nordost om Acolihuia. Trakten runt Acolihuia består till största delen av jordbruksmark.